# Porcupuffer
Porcupuffer (soms aangesproken als Porcu-Puffer) is een personage uit de Mario-reeks.

## Karakteromschrijving
Porcupuffer is reusachtische indigokleurige vis met gele stekels uit de Mario-serie, waarschijnlijk verwant aan de Cheep Cheep. Het is een vijand van Mario die voornamelijk verschijnt in strand en jungle-levels. Porcupuffer's valt aan door uit het water de springen in de hoop Mario te steken met zijn scherpe punten. Hij te verslaan met de Vuurbloem en Veer-powerups. Porcupuffer maakte zijn debuuts in Super Mario World. 17 jaar later keerde hij terug in Super Mario Galaxy. Ook verschijnt de Porcupuffer in Super Mario Galaxy 2, Super Mario 3D World, Super Mario Maker 2, Super Mario Party en elk spel in de New Super Mario Bros. serie sinds New Super Mario Bros. Wii.